# Leptostylopsis terraecolor
Leptostylopsis terraecolor es una especie de escarabajo longicornio del género Leptostylopsis, tribu Acanthocinini, familia Cerambycidae. Fue descrita científicamente por Horn en 1880.

## Distribución
Se distribuye por Estados Unidos.

## Descripción
La especie mide 7-12 milímetros de longitud. El período de vuelo ocurre en todos los meses del año excepto en enero.